# 斑比奖
斑比奖（Bambi）是由德国布尔达传媒集团（Hubert Burda Media）每年颁发的媒体和电视奖项。
它诞生于1948年。第一年的获奖者为Jean Marais和Marika Rökk。据说这个奖的名字斑比是由Hubert Burda的女儿起的。当她母亲把奖杯带回家时，她说：你把斑比带来给我了。显然，这名字来源于费利克斯·萨尔腾的书《小鹿斑比，森林中的生活》或者是1942年迪士尼改编的同名电影。
奖杯原为白色瓷质的小鹿，产自卡尔斯鲁厄市的马略尔卡瓷器生产企业。从1958年开始，由Süßen市的Ernst Strassacker艺术铸造公司（Kunstgiesserei）制作成镀金的青铜小鹿。获奖最多的有Heinz Ruehmann（12次），Peter Alexander和O.W.Fischer（各10次），Sophia Loren和Maria Schell（各8次）。
斑比奖在1948-1964年之间在卡尔斯鲁厄市颁发。随后的颁发地点改成了柏林和奥芬堡。2003年和2004年是在汉堡港的大剧院（上演过音乐剧狮子王）。2006年的斑比奖颁发仪式首次在斯图加特的梅塞德斯-奔驰世界（Mercedes-Benz Welt）举行，并通过德国广播联盟（ARD）的评论员Eva Padberg和Harald Schmidt进行现场直播。
获奖者包括现任阿迪达斯公司董事会主席的赫尔伯特·海内。